# Copper City
Copper City – wieś w Stanach Zjednoczonych, w stanie Michigan, w hrabstwie Houghton.